# شروتی
شْروتی (سانسکریت: श्रुति، آوانگاری: Śruti، ت. «شنیده شده») نام متونی در دین هندوئیسم است که یکی از سه منبع اصلی دهرم به‌شمار می‌آیند و به این خاطر از متون بانفوذ هندو هستند.
شروتی واژه‌ای سانسکریت به معنای شنیده شده است. این متون به یک معنا وحیانی به‌شمار می‌آیند، اما نه به این معنا که خدایی آنها را گفته و بر پیامبری وحی کرده‌است. در نزد هندوها باور بر این است که صداهای کیهانیِ حقیقت که از ازل وجود داشته‌است به سمع رْشی‌ها یعنی فرزانگان و رازبینان باستان رسیده‌است. آن‌گاه این دانش مقدس را رْشی‌ها نسل به نسل در خاندان‌های برهمنی منتقل کرده‌اند، و بعدها این آموزه‌ها به صورت نوشتاری درآمدند. شروتی فقط شامل وداها (به معنای عام کلمه) است. اما وِداها، در اصطلاح اعم، خود شامل چهار دسته متن‌اند: سَمْهیتاها، بْراهْمَنه‌ها، آرَنَیکه‌ها و اوپَه‌نیشَدها.